# 弧矢增十一
船尾座10，又名BD-14 2250，HD 64238、SAO 153520、HR 3073，是船尾座的一颗恒星，视星等为5.69，位于銀經233.16，銀緯6.26，其B1900.0坐标为赤經7h 47m 42.7s，赤緯-14° 6.26′ 21″。